# Dauendorf
Dauendorf [dauəndɔʁf]  est une commune française située dans la circonscription administrative du Bas-Rhin et, depuis le 1er janvier 2021, dans le territoire de la Collectivité européenne d'Alsace, en région Grand Est.
Cette commune se trouve dans la région historique et culturelle d'Alsace.

## Géographie

### Localisation
La commune de Dauendorf est située à environ 12 km de Haguenau et 35 km de Strasbourg.
Elle comprend un village annexe, Neubourg, situé à quelques kilomètres au nord-est. Le camp militaire de Neubourg, construit dans les années 1930, est situé à 850 mètres du village en direction de Mertzwiller.

### Communes limitrophes
| Niedermodern |                           | Mertzwiller |
|              | Dauendorf                 |             |
| Morschwiller | Niederaltdorf, Huttendorf | Uhlwiller   |

### Hydrographie

#### Réseau hydrographique
La commune est dans le bassin versant du Rhin au sein du bassin Rhin-Meuse. Elle est drainée par la Moder, le ruisseau le Lomdgraben et le ruisseau d'Uhlwiller,.
La Moder, d'une longueur de 82 km, prend sa source dans la commune de Zittersheim et se jette  dans le Rhin en rive gauche à Beinheim, après avoir traversé 29 communes. Les caractéristiques hydrologiques de la Moder sont données par la station hydrologique située sur la commune de Schweighouse-sur-Moder. Le débit moyen mensuel est de 5,42 m3/s. Le débit moyen journalier maximum est de 77,8 m3/s, atteint lors de la crue du 11 mai 1970. Le débit instantané maximal est quant à lui de 105 m3/s, atteint le même jour.

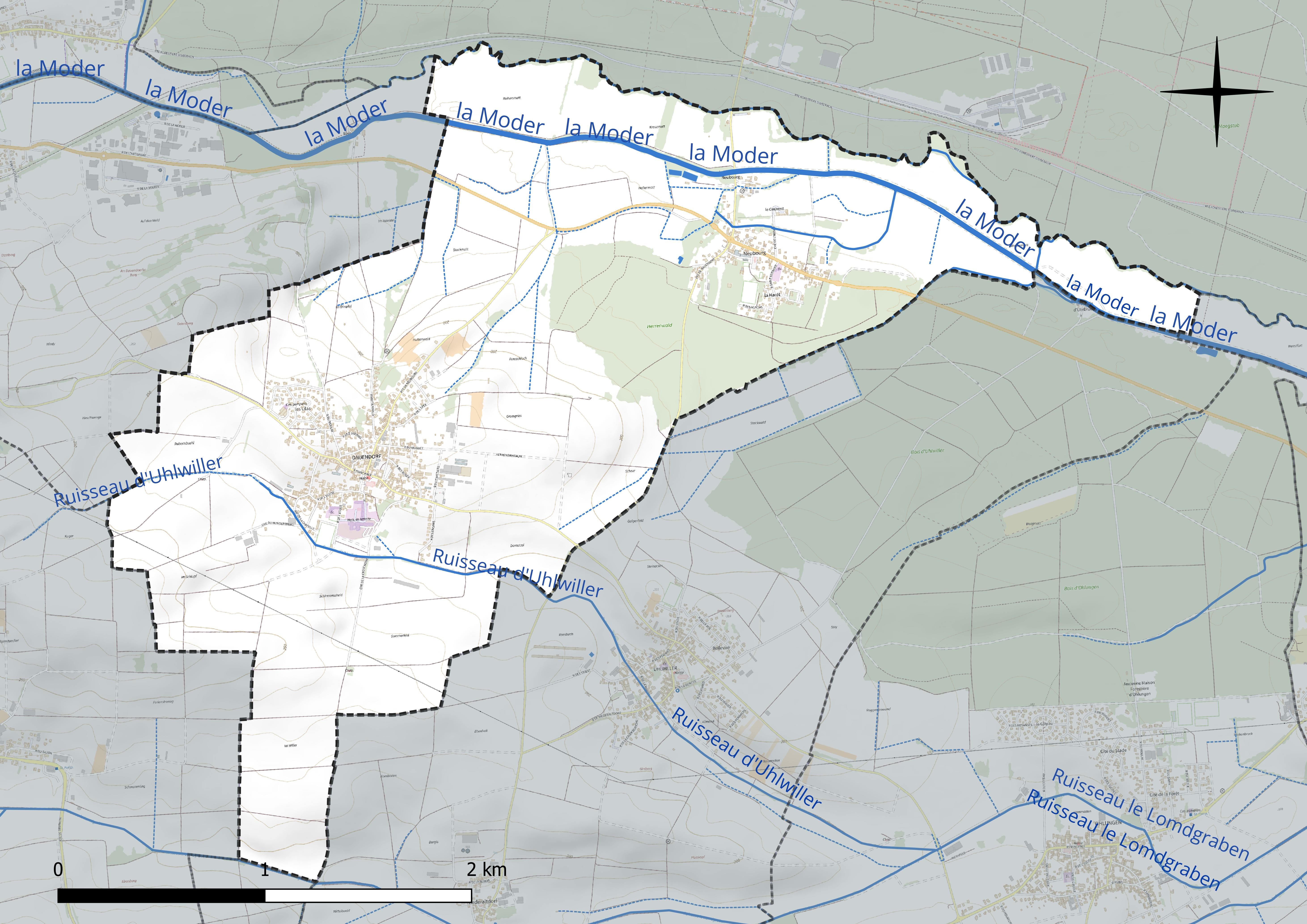
Réseau hydrographique de Dauendorf.

Le Lomdgraben, d'une longueur de 11 km, prend sa source dans la commune de Grassendorf et se jette  dans la Moder à Schweighouse-sur-Moder, après avoir traversé sept communes. 

#### Gestion et qualité des eaux
Le territoire communal est couvert par le schéma d'aménagement et de gestion des eaux (SAGE) « Moder ». Ce document de planification concerne le bassin versant de la Moder dont le territoire s'étend sur 1 720 km2. Le périmètre a été arrêté le 25 janvier 2006. La commission locale de l'eau a été créée le 12 juillet 2007, puis modifiée le 14 décembre 2021. La structure porteuse de l'élaboration et de la mise en œuvre est le Syndicat des eaux et de l’assainissement Alsace-Moselle (SDEA). 
La qualité des cours d’eau peut être consultée sur un site dédié géré par les agences de l’eau et l’Agence française pour la biodiversité. 

### Climat
Pour des articles plus généraux, voir Climat du Grand Est et Climat du Bas-Rhin.
En 2010, le climat de la commune est de type climat des marges montargnardes, selon une étude du Centre national de la recherche scientifique s'appuyant sur une série de données couvrant la période 1971-2000. En 2020, Météo-France publie une typologie des climats de la France métropolitaine dans laquelle la commune est exposée à un climat semi-continental et est dans la région climatique  Vosges, caractérisée par une pluviométrie très élevée (1 500 à 2 000 mm/an) en toutes saisons et un hiver rude (moins de 1 °C). 
Pour la période 1971-2000, la température annuelle moyenne est de 10,3 °C, avec une amplitude thermique annuelle de 17,8 °C. Le cumul annuel moyen de précipitations est de 803 mm, avec 9,9 jours de précipitations en janvier et 10,4 jours en juillet. Pour la période 1991-2020, la température moyenne annuelle observée sur la station météorologique de Météo-France la plus proche, « Uhrwiller_sapc », sur la commune de Uhrwiller à 8 km à vol d'oiseau, est de 10,9 °C et le cumul annuel moyen de précipitations est de 740,0 mm. 
La température maximale relevée sur cette station est de 38,7 °C, atteinte le 7 août 2015 ; la température minimale est de −18 °C, atteinte le 20 décembre 2009,,. 
Les paramètres climatiques de la commune ont été estimés pour le milieu du siècle (2041-2070) selon différents scénarios d'émission de gaz à effet de serre à partir des nouvelles projections climatiques de référence DRIAS-2020. Ils sont consultables sur un site dédié publié par Météo-France en novembre 2022.

## Urbanisme

### Typologie
Au 1er janvier 2024, Dauendorf est catégorisée bourg rural, selon la nouvelle grille communale de densité à sept niveaux définie par l'Insee en 2022.
Elle est située hors unité urbaine. Par ailleurs la commune fait partie de l'aire d'attraction de Haguenau, dont elle est une commune de la couronne,. Cette aire, qui regroupe 34 communes, est catégorisée dans les aires de 50 000 à moins de 200 000 habitants,.

### Occupation des sols
L'occupation des sols de la commune, telle qu'elle ressort de la base de données européenne d’occupation biophysique des sols Corine Land Cover (CLC), est marquée par l'importance des territoires agricoles (76,8 % en 2018), en diminution par rapport à 1990 (82,3 %). La répartition détaillée en 2018 est la suivante : 
terres arables (69,7 %), forêts (12,1 %), zones urbanisées (11,1 %), zones agricoles hétérogènes (7,2 %). L'évolution de l’occupation des sols de la commune et de ses infrastructures peut être observée sur les différentes représentations cartographiques du territoire : la carte de Cassini (XVIIIe siècle), la carte d'état-major (1820-1866) et les cartes ou photos aériennes de l'IGN pour la période actuelle (1950 à aujourd'hui).

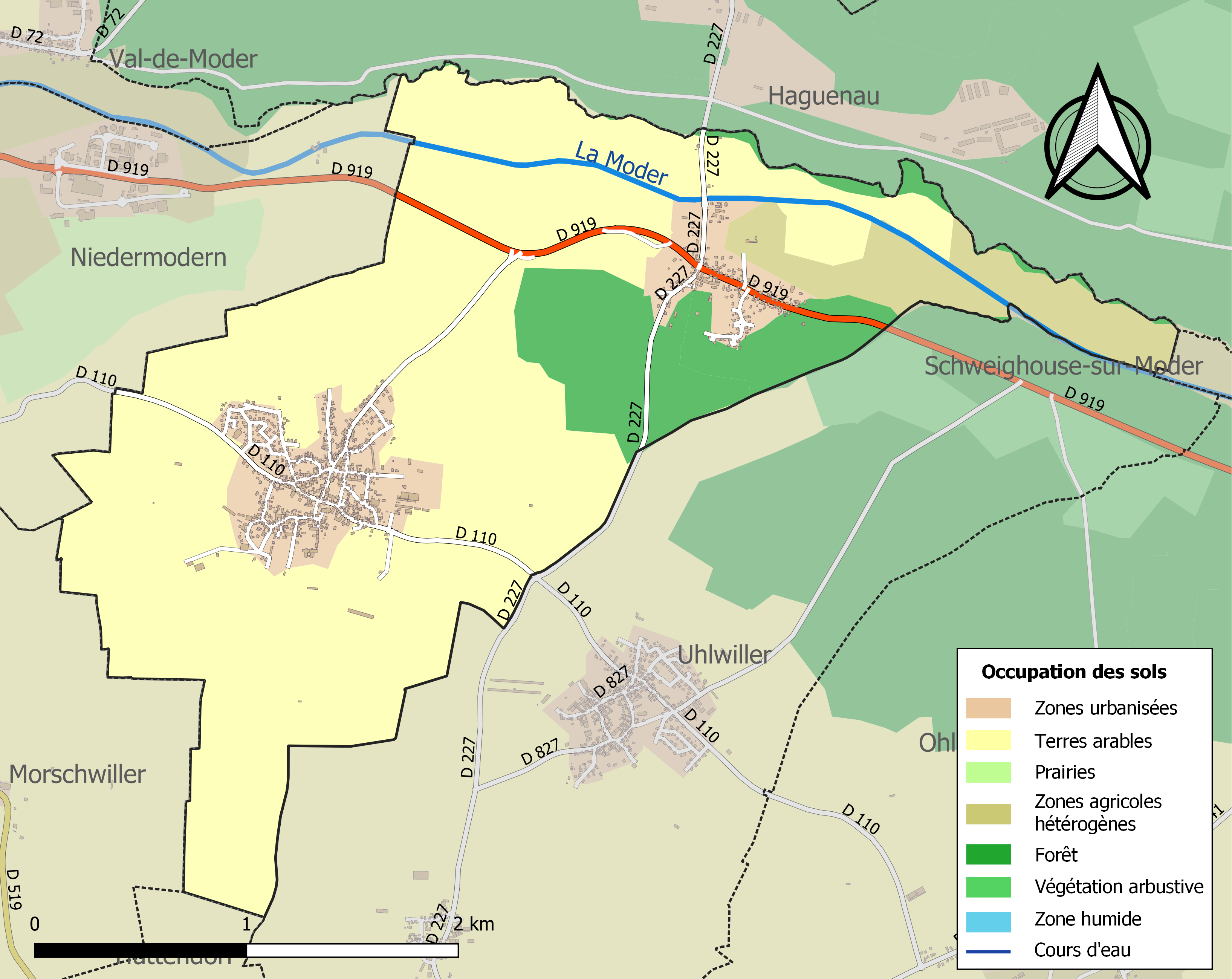
Carte des infrastructures et de l'occupation des sols de la commune en 2018 (CLC).

## Histoire
En 1133, des moines cisterciens de l'abbaye de Lucelle fondèrent l'abbaye de Neubourg, dont il ne reste aujourd'hui qu'un porche et des murs. L'abbaye fut définitivement détruite pendant la Révolution française.
Actuellement, on retrouve des biens du monastère aussi bien à l'église Saint-Nicolas de Haguenau qu'au Mont Sainte-Odile (cadran solaire multiface).
Le territoire communal a connu une exploitation de houille au XIXe siècle.
- Guerre des paysans en Alsace et en Lorraine (1525)

## Politique et administration

### Le conseil municipal
Le conseil municipal de Dauendorf est composé de 11 conseillers municipaux, ainsi que du maire et de ses 3 adjoints.
Le conseil municipal a pour fonction de gérer les affaires de la commune.

### Liste des maires
| Période                                  | Période                   | Identité                                    | Étiquette | Qualité |
| ---------------------------------------- | ------------------------- | ------------------------------------------- | --------- | ------- |
| Les données manquantes sont à compléter. |                           |                                             |           |         |
| 1995                                     | 2014                      | Jean-Claude Wagner                          |           |         |
| mars 2014                                | En cours (au 31 mai 2020) | Claude Bebon Réélu pour le mandat 2020-2026 |           |         |

### Jumelages
- Lézigneux, Loire,  France (jumelage effectué le 2 juin 2018[22]).

## Population et société

### Démographie
L'évolution du nombre d'habitants est connue à travers les recensements de la population effectués dans la commune depuis 1793. Pour les communes de moins de 10 000 habitants, une enquête de recensement portant sur toute la population est réalisée tous les cinq ans, les populations de référence des années intermédiaires étant quant à elles estimées par interpolation ou extrapolation. Pour la commune, le premier recensement exhaustif entrant dans le cadre du nouveau dispositif a été réalisé en 2008.

En 2022, la commune comptait 1 433 habitants, en évolution de −0,76 % par rapport à 2016 (Bas-Rhin : +3,17 %, France hors Mayotte : +2,11 %).
| 1793 | 1800  | 1806  | 1821  | 1831  | 1836  | 1841  | 1846  | 1851  |
| ---- | ----- | ----- | ----- | ----- | ----- | ----- | ----- | ----- |
| 774  | 1 004 | 1 071 | 1 243 | 1 221 | 1 323 | 1 354 | 1 418 | 1 375 |

| 1856  | 1861  | 1866  | 1871  | 1875  | 1880  | 1885  | 1890  | 1895  |
| ----- | ----- | ----- | ----- | ----- | ----- | ----- | ----- | ----- |
| 1 295 | 1 319 | 1 336 | 1 329 | 1 319 | 1 345 | 1 304 | 1 343 | 1 385 |

| 1900  | 1905  | 1910  | 1921  | 1926  | 1931  | 1936  | 1946  | 1954  |
| ----- | ----- | ----- | ----- | ----- | ----- | ----- | ----- | ----- |
| 1 371 | 1 355 | 1 267 | 1 168 | 1 160 | 1 161 | 1 129 | 1 136 | 1 087 |

| 1962  | 1968  | 1975  | 1982  | 1990  | 1999  | 2006  | 2008  | 2013  |
| ----- | ----- | ----- | ----- | ----- | ----- | ----- | ----- | ----- |
| 1 120 | 1 133 | 1 220 | 1 372 | 1 372 | 1 424 | 1 427 | 1 428 | 1 453 |

| 2018  | 2022  | - | - | - | - | - | - | - |
| ----- | ----- | - | - | - | - | - | - | - |
| 1 436 | 1 433 | - | - | - | - | - | - | - |

## Culture locale et patrimoine

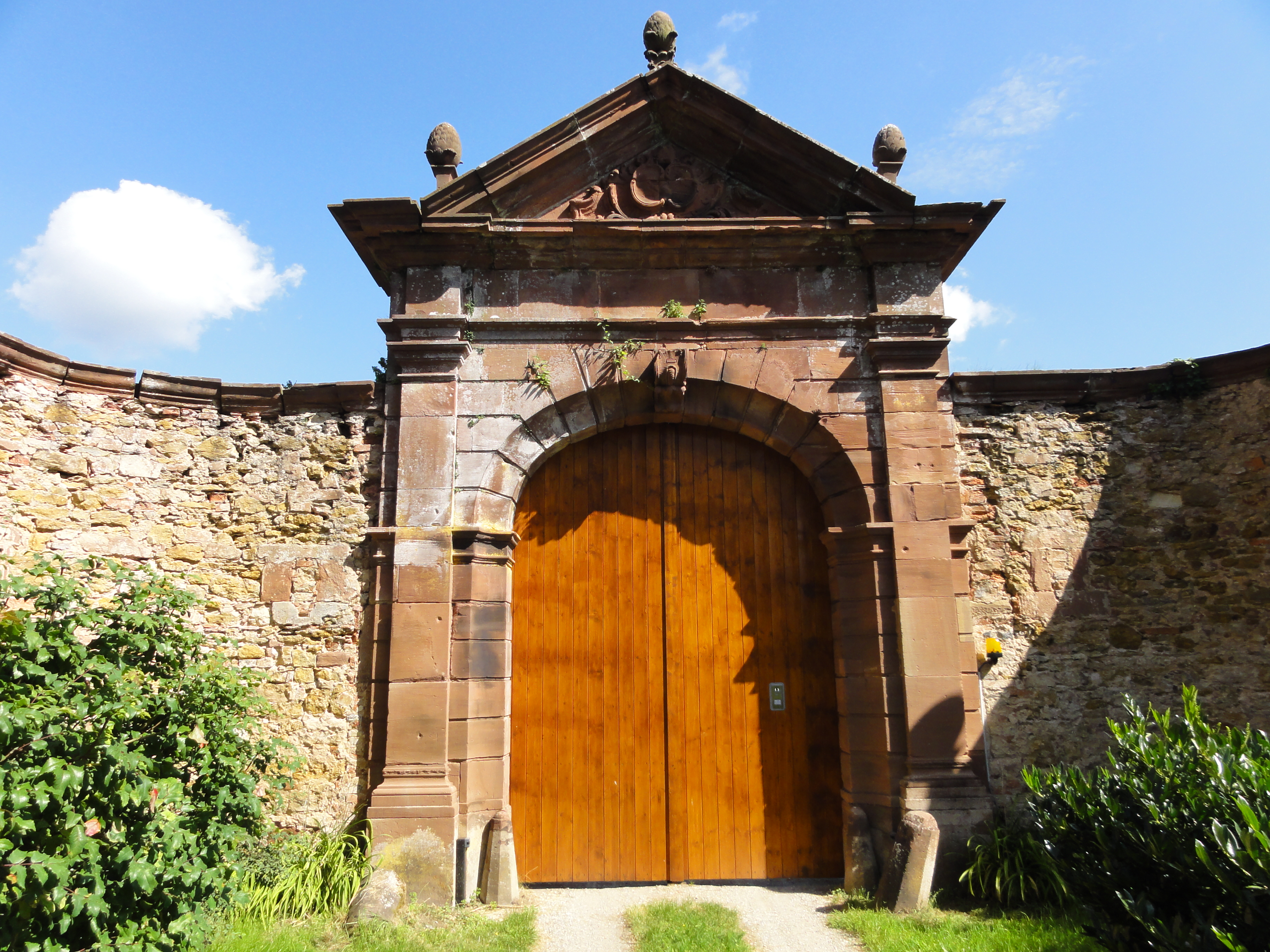
Portail de l'ancienne abbaye cistercienne de Neubourg.

### Lieux et monuments
- Vestiges de l'abbaye de Neubourg.
- Église Saint-Cyriaque.

- Couvent de sœurs du Sacré-Cœur-de-Jésus et de Marie.
- Chapelle de la Croix Noire.
- Chapelle Saint-Antoine.
- Nombreuses maisons à colombages.

### Galerie

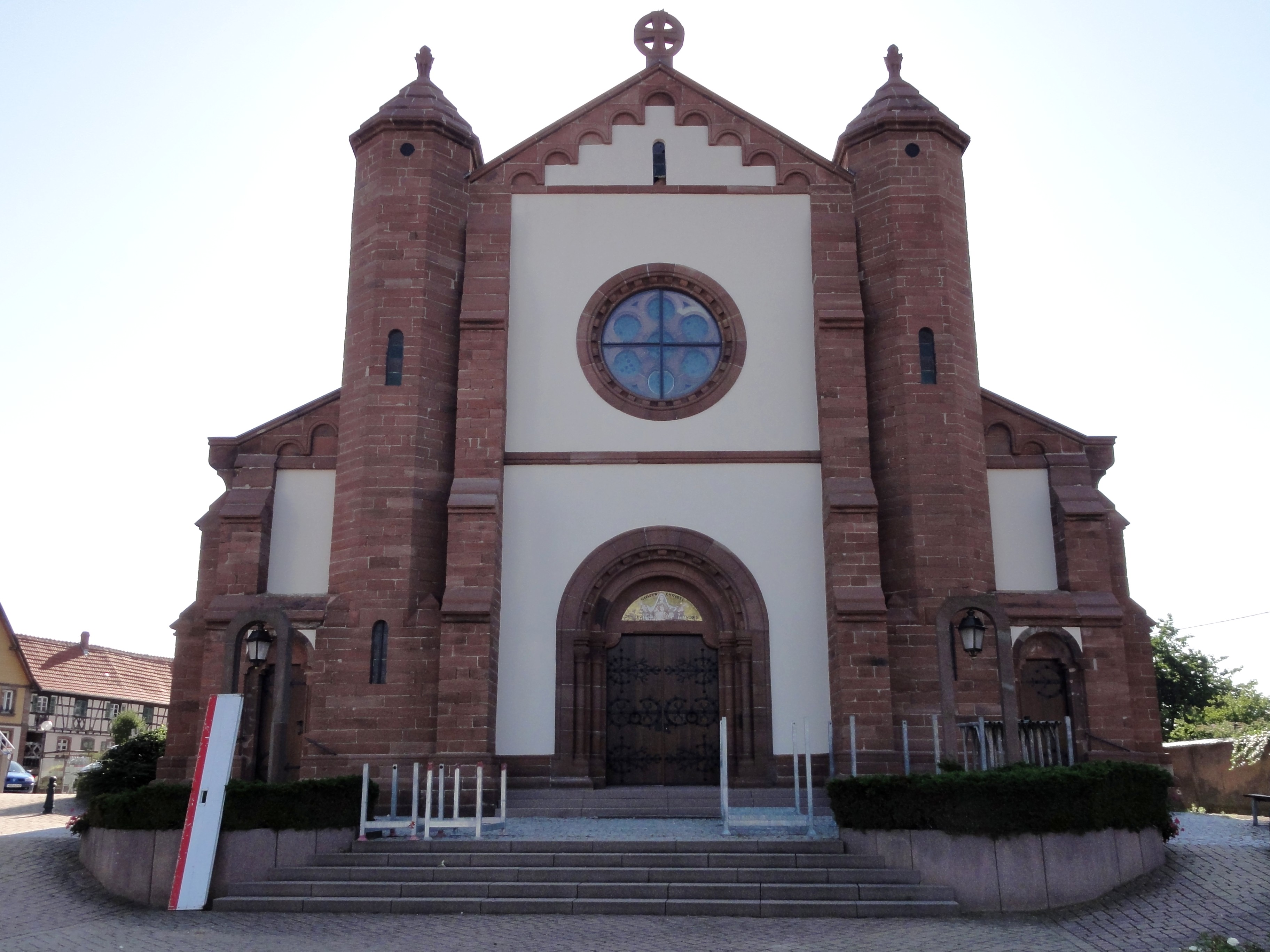
Église Saint-Cyriaque (1881).
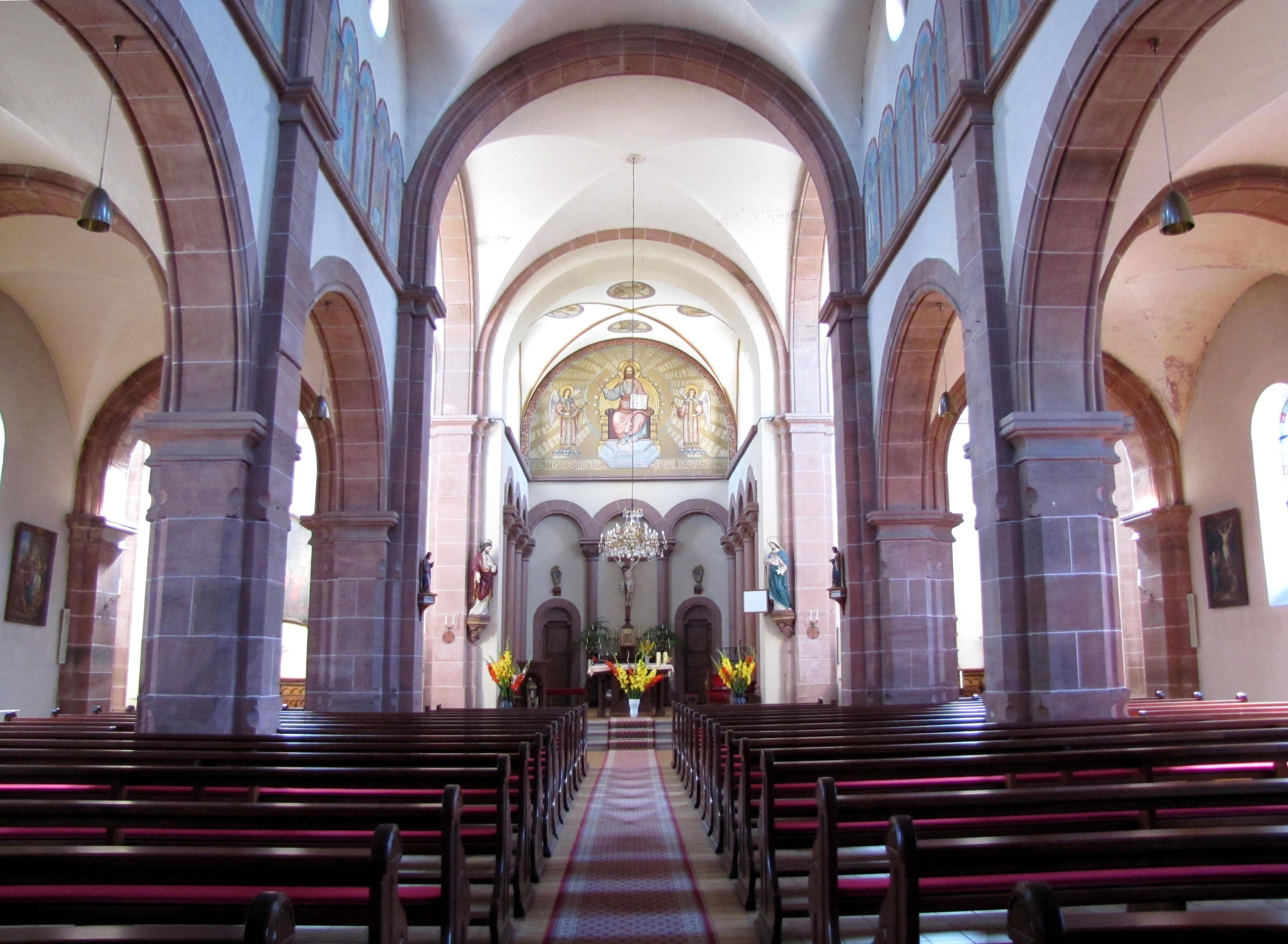
Vue intérieure de l'église Saint-Cyriaque.
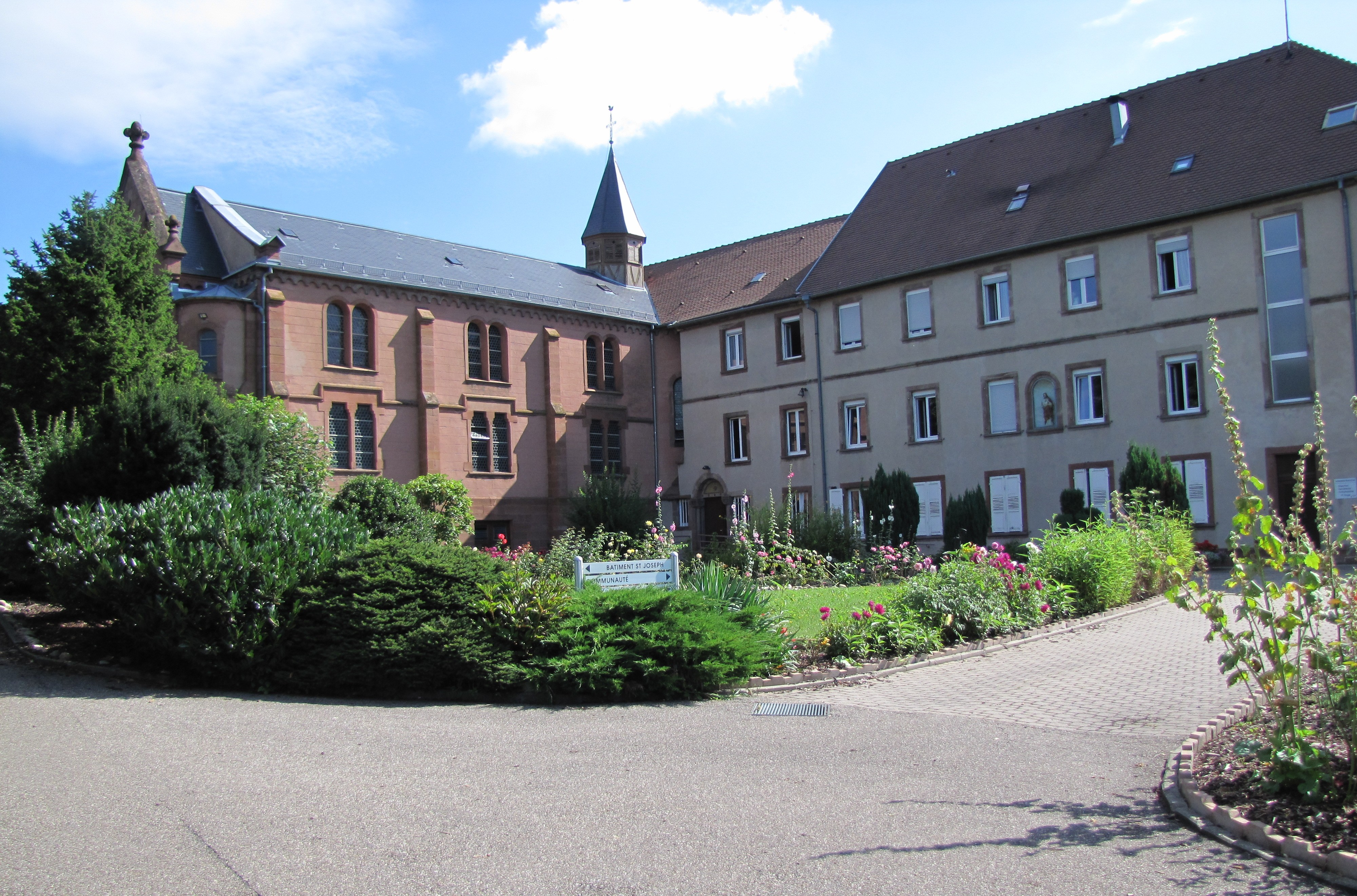
Couvent des sœurs du Sacré-Cœur-de-Jésus et de Marie.
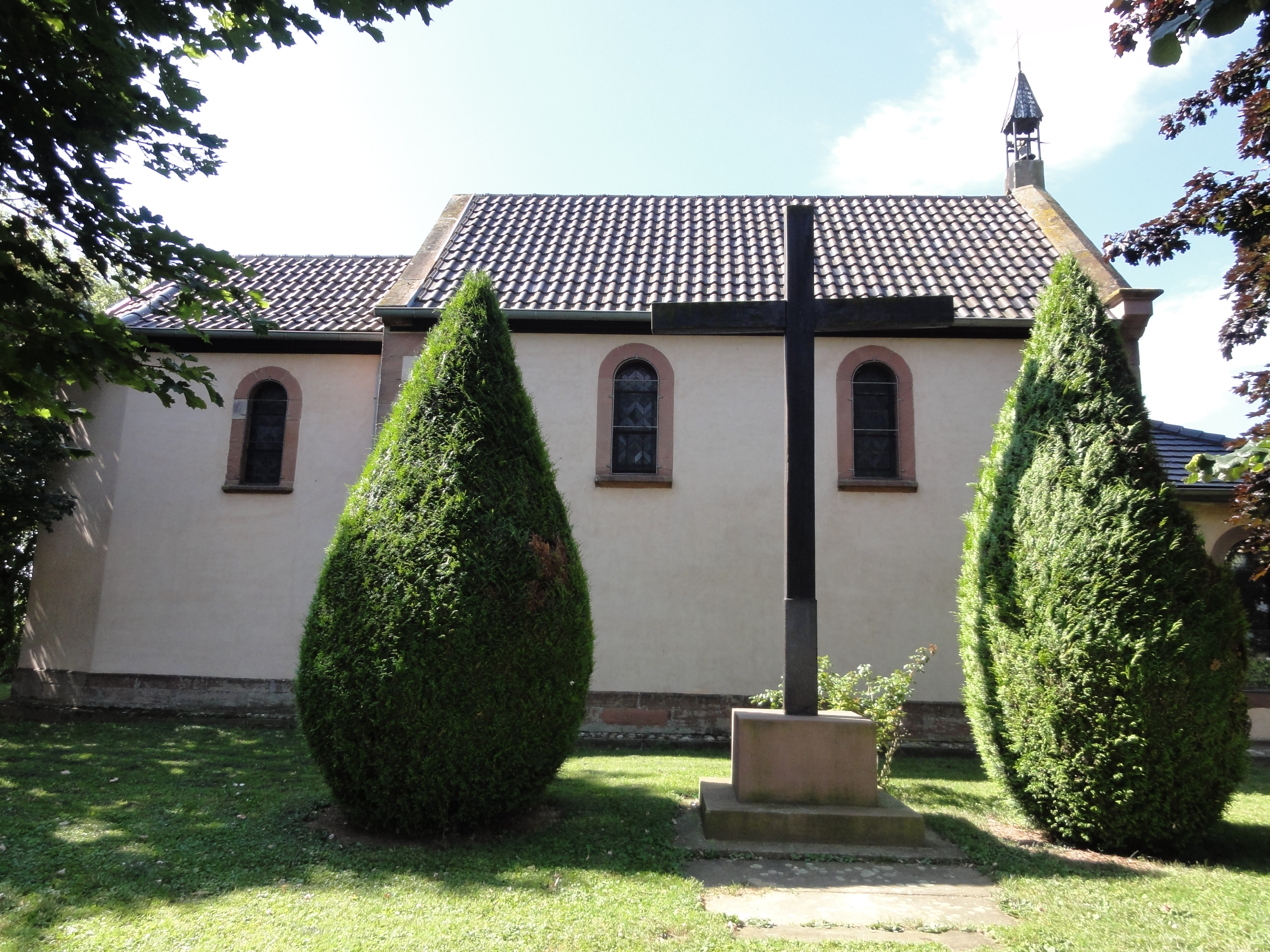
Chapelle de la Croix Noire (1876).

### Personnalités liées à la commune
- Anton Bemetzrieder (1839-1917), compositeur français.
- Régis Chenut (1935-2004), harpiste et compositeur français.
- Huguette Dreikaus (1949), comédienne française.

### Héraldique
| Blason de Dauendorf | Blason  | De sable au lion d'or, lampassé de gueules, soutenu d'un chevron renversé aussi d'or. |
| Blason de Dauendorf | Détails |                                                                                       |